# Edgard Sorgeloos
Edgard Sorgeloos (Denderhoutem, 14 december 1930 – Oudenaarde, 12 november 2016) was een Belgisch wielrenner.

## Biografie
Sorgeloos stond bekend als een echte "meesterknecht", maar hij behaalde zelf ook 34 zeges. Hij begon zijn profcarrière in 1951 nadat hij onder meer een jaar eerder bij de amateurs een etappe in de Ronde van België won. In zijn carrière nam hij zesmaal deel aan de Ronde van Frankrijk. Hij was knecht in de ploegen waarin Rik Van Steenbergen en later Rik Van Looy de kopmannen waren. Beiden lieten zich graag met een ijzersterke ploeg omringen. Hij was 10 jaar lang de vertrouwensman en luitenant van de Keizer van Herentals en wegkapitein van wat men ook wel de Guardia Rossa, de Rode Wacht noemde.
Ondanks zijn dienende rol wist Edgard Sorgeloos zelf ook, mede door zijn snelle spurtbenen, een aantal sterke en grote overwinningen te boeken. Zo won hij in 1951 de GP Maurice Depauw. Te Erembodegem-Terjoden won hij in 1955 en 1961. In 1955 won hij ook de derde etappe in de Ronde van België en in de Ronde van Zwitserland. De GP de la Famenne schreef hij in 1957 op zijn naam net als de vierde etappe van de Ronde van Zwitserland (hij werd tweede in de eindstand en won het puntenklassement). Hij won de GP des Ardennes in 1958.
In 1959 en 1964 schreef hij de Italiaanse klassieker Sassari-Cagliari op zijn naam. In 1962 won hij de GP Parisien, de achtste etappe van Paris-Nice alsook een ploegentijdrit in de Ronde van Frankrijk. Hij kon niet achter de motor voor Van Looy in het baanseizoen 1962-1963 vanwege een blindedarmontsteking. In 1963 werd hij vijftiende in de eindstand in de Ronde van Spanje. In 1964 won hij de Ronde van Brabant. In 1965 zegevierde hij in het criterium van Aalst nadat hij eerder de vierde Rit in de Ronde van Frankrijk Caen-St.-Brieuc had gewonnen, wat meteen zijn laatste zege was. In zijn laatste jaar als prof in 1966 behaalde hij geen zeges.
Na zijn sportloopbaan werd hij freelance medewerker bij de televisie-afdeling van de NOS en was hij chauffeur van Mart Smeets en voordien zelfs een tijdje van Fred De Bruyne.
Edgard Sorgeloos overleed in 2016 op 85-jarige leeftijd.

## Belangrijkste overwinningen
1951
- GP Maurice Depauw (eerste profzege)

1954
- Halse Pijl

1955
- Erembodegem-Terjoden
- Halse Pijl
- 3e etappe Ronde van België
- 3e etappe Ronde van Zwitserland

1956
- Halse Pijl

1957
- GP de la Famenne
- 4e etappe Ronde van Zwitserland (eindwinnaar puntenklassement en tweede in de eindstand)

1958: 
- GP des Ardennes

1959
- Sassari-Cagliari

1960
- 1e etappe Dwars door Vlaanderen

1961
- Erembodegem-Terjoden

1962
- Denderhoutem (zege in geboorteplaats)
- GP du Parisien
- 8e etappe Parijs-Nice
- 4e etappe deel a Ronde van België
- 2e etappe deel b Ronde van Frankrijk (ploegentijdrit)
- Omloop der Vlaamse Gewesten

1964
- Sassari-Cagliari
- Ronde van Brabant

1965
- 4e rit Ronde van Frankrijk – St-Brieuc
- Aalst

## Resultaten in voornaamste wedstrijden
| Jaar | Ronde van Italië | Ronde van Frankrijk | Ronde van Spanje |
| ---- | ---------------- | ------------------- | ---------------- |
| 1952 |                  |                     |                  |
| 1954 |                  |                     |                  |
| 1955 |                  | opgave              |                  |
| 1956 | 14e              |                     | 22e              |
| 1957 | 44e              |                     |                  |
| 1958 |                  |                     |                  |
| 1959 | 55e              |                     | opgave           |
| 1960 | 54e              |                     |                  |
| 1961 | 46e              |                     |                  |
| 1962 | opgave           | 62e                 |                  |
| 1963 | opgave           | opgave              | 15e              |
| 1964 |                  | 61e                 | opgave           |
| 1965 |                  | 84e (1)             | opgave           |
| 1966 |                  | buiten tijd         |                  |

| Jaar | Milaan-San Remo | Gent-Wevelgem | Ronde van Vlaanderen | Parijs-Roubaix | Luik-Bast.‑Luik | Ronde van Lombardije | Parijs-Tours | Waalse Pijl |  | WK op de weg |
| ---- | --------------- | ------------- | -------------------- | -------------- | --------------- | -------------------- | ------------ | ----------- |  | ------------ |
| 1952 |                 |               |                      |                |                 |                      |              | 18e         |  |              |
| 1954 |                 |               |                      |                | 15e             |                      | 65e          |             |  |              |
| 1955 | 79e             | 32e           |                      |                |                 | 83e                  | 17e          |             |  |              |
| 1956 | 62e             |               | 32e                  |                |                 | 25e                  | 7e           |             |  |              |
| 1957 | 74e             | 17e           |                      |                |                 |                      |              |             |  |              |
| 1958 |                 |               |                      |                |                 | 102e                 |              |             |  |              |
| 1959 | 35e             |               | 6e                   |                |                 | 21e                  |              |             |  |              |
| 1960 | 21e             |               |                      |                | 17e             | 97e                  | 4e           |             |  |              |
| 1961 | 19e             |               |                      |                |                 |                      | 35e          | 13e         |  |              |
| 1962 |                 | 25e           | 9e                   |                |                 |                      |              | 30e         |  |              |
| 1963 | 71e             | 49e           |                      |                |                 |                      |              |             |  |              |
| 1964 |                 | 26e           | 17e                  | 66e            |                 |                      | 37e          |             |  | 31e          |
| 1965 | 41e             | 18e           | 17e                  | 45e            |                 |                      |              |             |  |              |
| 1966 |                 |               |                      |                |                 |                      |              |             |  |              |